# Lijst van trainers van FC Emmen
Dit is een lijst van voetbaltrainers die minimaal één officiële wedstrijd hebben getraind van het eerste elftal van de Nederlandse betaaldvoetbalclub FC Emmen of Emmen.
Sinds de toetreding van FC Emmen tot het betaalde voetbal in 1985 heeft de club 18 trainers gehad. Interim-trainers zijn hierbij niet meegerekend. De eerste trainer was Theo Verlangen, hij was drie volledige seizoenen hoofdtrainer en daarmee is hij samen met de tweede trainer, Ben Hendriks, de een na langstzittende trainer ooit bij FC Emmen. Deze trainers en hun opvolgers waren echter niet erg succesvol, in de eerste tien seizoenen betaald voetbal wist de club slechts tweemaal het linkerrijtje te halen.
Met de komst van Azing Griever in het seizoen 1995/96, veranderde dat; hij leidde FC Emmen in zijn eerste jaar naar de tweede plaats en eindigde vervolgens twee keer op de derde plaats. In oktober 1998 werd hij echter ontslagen na ontevredenheid binnen de spelersgroep. Sindsdien vonden in een relatief korte tijd veel trainerswisselingen plaats, mede hierdoor werden de resultaten van de club erg wisselvallig. Zelfs Griever zelf was, in de functie van technisch manager, jaren na zijn ontslag als hoofdtrainer nog 2,5 maand werkzaam als interim-trainer. Hij stelt in René Hake zijn eigen opvolger aan, maar ook hij dient zijn contract niet uit; aan het einde van het seizoen 2011/12 gaan de partijen met wederzijds goedvinden uit elkaar.
Vervolgens wordt met Joop Gall een trainer aangesteld die langer bij de club blijft. Na drie seizoenen wordt zijn contract echter niet verlengd. Zijn opvolger, oud-speler Marcel Keizer, vertrok al na een half jaar en werd opgevolgd door Gert Heerkes. Voor het seizoen 2016/2017 wordt Dick Lukkien aangesteld als nieuwe trainer. In zijn tweede seizoen loodst hij de club, via de play-offs, voor het eerst in haar bestaan naar de eredivisie. Daarin weet hij tweemaal op rij handhaving te bewerkstelligen, waarna er via de play-offs gedegradeerd wordt. Het seizoen daarop bezorgt Lukkien FC Emmen echter het eerste kampioenschap in de geschiedenis (in het betaald voetbal) en promoveert zodoende weer naar de Eredivisie. Hij werd in dat seizoen door zowel de Eerste divisie, als in het kader van de Rinus Michels Award uitgeroepen tot Beste trainer van de Eerste Divisie.
| Seizoen | Trainer(s)                                  | Prijzen        | Bijzonderheden            |
| ------- | ------------------------------------------- | -------------- | ------------------------- |
| 2025/26 | Alfons Arts                                 |                |                           |
| 2024/25 | Alfons Arts (a.i.)                          |                | Tweede termijn            |
| 2024/25 | Robin Peter (tot 25 januari 2025)           |                |                           |
| 2023/24 | Alfons Arts (a.i.)                          |                | Eerste termijn            |
| 2023/24 | Fred Grim (tot 9 april 2024)                |                |                           |
| 2022/23 | Dick Lukkien                                |                |                           |
| 2021/22 | Dick Lukkien                                | Eerste divisie |                           |
| 2020/21 | Dick Lukkien                                |                |                           |
| 2019/20 | Dick Lukkien                                |                |                           |
| 2018/19 | Dick Lukkien                                |                |                           |
| 2017/18 | Dick Lukkien                                |                | Promotie via nacompetitie |
| 2016/17 | Dick Lukkien                                |                |                           |
| 2015/16 | Gert Heerkes                                |                |                           |
| 2015/16 | Marcel Keizer (tot 13 februari 2016)        |                |                           |
| 2014/15 | Joop Gall                                   |                |                           |
| 2013/14 | Joop Gall                                   |                |                           |
| 2012/13 | Joop Gall                                   |                |                           |
| 2011/12 | René Hake                                   |                |                           |
| 2010/11 | René Hake                                   |                |                           |
| 2010/11 | Azing Griever (a.i.; tot 18 augustus 2010)  |                |                           |
| 2010/11 | Harry Sinkgraven (tot 2 augustus 2010)      |                |                           |
| 2009/10 | Harry Sinkgraven                            |                |                           |
| 2008/09 | Paul Krabbe                                 |                |                           |
| 2008/09 | Thiemo Meertens (a.i.; tot 27 oktober 2008) |                |                           |
| 2008/09 | Gerry Hamstra (tot 13 oktober 2008)         |                |                           |
| 2007/08 | Gerry Hamstra                               |                |                           |
| 2006/07 | Gerry Hamstra                               |                |                           |
| 2006/07 | Jan van Dijk (tot 15 februari 2007)         |                |                           |
| 2005/06 | Jan van Dijk                                |                |                           |
| 2004/05 | Jan Olde Riekerink                          |                |                           |
| 2003/04 | Jan Olde Riekerink                          |                |                           |
| 2003/04 | Hennie Spijkerman (tot 6 oktober 2003)      |                |                           |
| 2002/03 | Hennie Spijkerman                           |                |                           |
| 2001/02 | Hennie Spijkerman                           |                |                           |
| 2000/01 | Hennie Spijkerman                           |                |                           |
| 2000/01 | Jan de Jonge (tot 16 februari 2001)         |                |                           |
| 1999/00 | Jan de Jonge                                |                |                           |
| 1998/99 | Jan de Jonge                                |                |                           |
| 1998/99 | Azing Griever (tot 25 oktober 1998)         |                |                           |
| 1997/98 | Azing Griever                               |                |                           |
| 1996/97 | Azing Griever                               |                |                           |
| 1995/96 | Azing Griever                               |                |                           |
| 1994/95 | Leen Looijen                                |                |                           |
| 1993/94 | René Notten                                 |                |                           |
| 1992/93 | René Notten                                 |                |                           |
| 1991/92 | Piet Buter                                  |                |                           |
| 1990/91 | Ben Hendriks                                |                |                           |
| 1989/90 | Ben Hendriks                                |                |                           |
| 1988/89 | Ben Hendriks                                |                |                           |
| 1987/88 | Theo Verlangen                              |                |                           |
| 1986/87 | Theo Verlangen                              |                |                           |
| 1985/86 | Theo Verlangen                              |                |                           |